# Where’s the Revolution
«Where’s the Revolution» (в переводе с англ. — «Где же революция?») — песня британской группы Depeche Mode, первый сингл из их четырнадцатого студийного альбома Spirit и 53-й в дискографии группы. Вышел 3 февраля 2017 года на лейбле Columbia.

## О песне
Песня была выпущена в качестве сингла в поддержку готовившегося к выходу альбома. Релиз состоялся в день 20-летия выпуска сингла «Barrel of a Gun». Премьера сингла прошла на «Тройке» — третьем канале польского радио в полночь 3 февраля. Песня была представлена (в виде только аудио) на официальном канале Depeche Mode на YouTube. Чёрно-белый видеоклип на песню был презентован шестью днями позже, 9 февраля. Режиссёр видеоклипа — Антон Корбейн, он же — автор дизайна обложки сингла.
Песня была выпущена в качестве цифрового сингла на Amazon, HMV, Google Play Music и iTunes. Также были выпущены версия сингла на CD, содержащая пять треков, и версия в виде двойного винилового 12" издания, содержащего девять ремиксовых треков. Немецким музыкальным журналом Musikexpress в апрельском выпуске было выпущено 7" виниловое промо-издание сингла, содержащее в качестве би-сайда «живую» версию песни «Should Be Higher» из предыдущего альбома группы, Delta Machine.

## Список композиций
- Цифровой сингл[5]

1. «Where’s the Revolution» — 4:59

- CD-сингл / цифровой сингл[6]

1. «Where’s the Revolution» — 4:59
2. «Where’s the Revolution (Ewan Pearson Remix)» — 8:36
3. «Where’s the Revolution (Algiers Remix)» — 4:55
4. «Where’s the Revolution (Terence Fixmer Remix)» — 6:23
5. «Where’s the Revolution (Autolux Remix)» — 4:17

- Двойной виниловый 12" сингл

1. «Where’s the Revolution (Autolux Remix)» — 4:17
2. «Where’s the Revolution (Pearson Sound Remix)»
3. «Where’s the Revolution (Algiers Remix)» — 4:55
4. «Where’s the Revolution (Simian Mobile Disco Remix)»
5. «Where’s the Revolution (Pearson Sound Beatless Remix)»
6. «Where’s the Revolution (Simian Mobile Disco Dub)»
7. «Where’s the Revolution (Terence Fixmer Spatial Mix)»
8. «Where’s the Revolution (Patrice Bäumel Remix)»
9. «Where’s the Revolution (Ewan Pearson Kompromat Dub)»

## Чарты
| Чарт (2017)                                | Позиция |
| ------------------------------------------ | ------- |
| Бельгия/Фландрия (Ultratip Bubbling Under) | 15      |
| Бельгия/Валлония (Ultratip Bubbling Under) | 13      |
| SNEP                                       | 22      |
| Германия (GfK)                             | 29      |
| Венгрия (Single Top 40)                    | 3       |
| Шотландия (OCC Scotland)                   | 76      |
| Испания (PROMUSICAE)                       | 18      |
| Швейцария (Schweizer Hitparade)            | 57      |
| США (Billboard Alternative Airplay)        | 40      |